# Христо Дойчинов
Христо Иванов Дойчинов е български писател, деец на Българското възраждане в Македония.

## Биография
Дойчинов е роден в 1862 година в разложкото село Баня. След 1879 година семейството му се изселва в България и се установява в Дупница. Дойчинов учи в София и Лом, където в 1884 година пише „Пътни бележки за шестдневното Разложко царуване“ - сборник с географски, исторически и езиковедски материали за Разлога, заедно със спомени на участници в Кресненско-Разложкото въстание. По-късно работи като съдия в Харманли, Трън и София. Делегат е от Новоселци на Третия конгрес на Македонската организация. В 1898 година, задно с брат си Георги Дойчинов, завършват право в Софийския университет.